# NGC 2013
NGC 2013 — рассеянное скопление в созвездии Возничий.
Этот объект входит в число перечисленных в оригинальной редакции «Нового общего каталога».
NGC 2013, возможно, является не скоплением, а случайным рассеянием на небе около дюжины звёзд. Оно имеет площадь 11' на 6,5'.